# Galaxy Force
Galaxy Force est un jeu vidéo développé et édité par Sega. Il s’agit d’un shoot them up de type rail shooter, sorti en 1988 sur borne d'arcade puis porté sur Master System.
Le jeu est adapté en 1990 sur Amiga, Atari ST, Commodore 64, Amstrad CPC, ZX Spectrum, FM Towns et en 1991 sur Mega Drive.
Il a été réédité sur PlayStation 2 sous le titre Sega Ages 2500 Series Vol. 30: Galaxy Force II - Special Extended Edition.

## Système de jeu
Galaxy Force  est un jeu de tir en vue arrière en pseudo 3D, à la Space Harrier (1985), mêlant des phases de combats dans l'espace, à la surface de planètes et dans des tunnels.

## Versions
Les adaptations sur micro-ordinateurs en Occident ont été réalisées par le studio anglais Software Studios et éditées par Activision. La jaquette de ces versions titre Galaxy Force.
Le jeu est réédité au Japon en 1998 sur Saturn dans Sega Ages: Galaxy Force II, et en 2007 sur PlayStation 2 dans Sega Ages 2500 Series Vol.30: Galaxy Force II Special Extented Edition. Un remake du jeu en 3D stéréoscopique est sorti sur Nintendo 3DS en 2013 dans la gamme des Sega 3D Classics sous le nom 3D Galaxy Force II.

## Accueil
- Electronic Gaming Monthly : 23/40[1]
- Joystick : 28 %[2]